# 基拉帕云

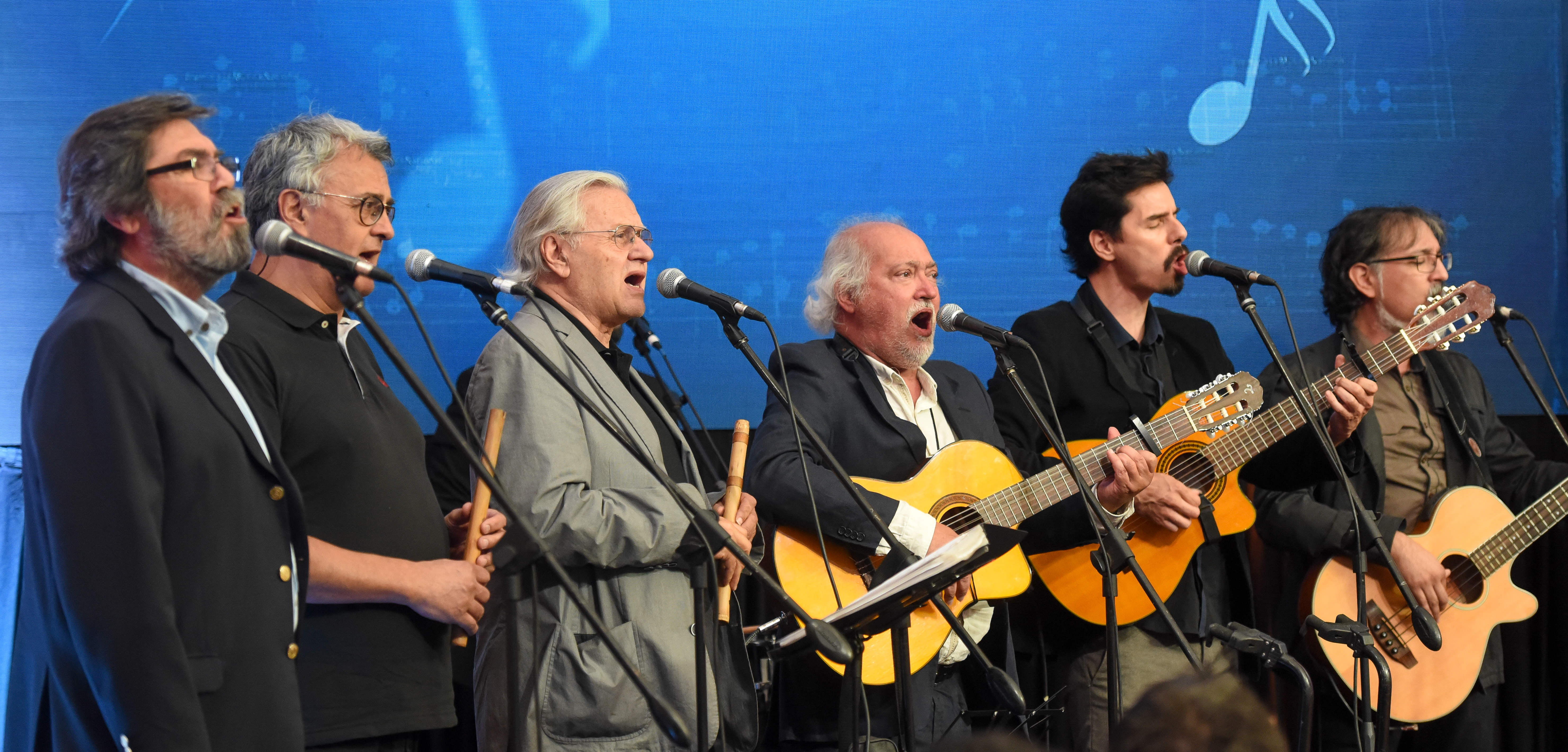
基拉帕云

基拉帕云（Quilapayún）是一支智利民谣乐队，是新民歌運動中持续时间最长也最具有影响力的代表之一。该乐队成立于1960年代中期，在当时的人民团结政府统治期间，智利流行音乐发生了革命性变化，基拉帕云与此密不可分。
自成立起，以及在此后的年月里（包括在智利国内以及长期流亡法国的时期），基拉帕云乐队的成员、歌曲主题、歌曲内容都发生过多次变化。由于乐队前任与现任指导之间不可调和的分歧，基拉帕云最终分裂为两支差别显著的乐队：一支在智利（基拉帕云-传统/Quilapayún-Histórico），另一支在法国（基拉帕云-法国/Quilapayún-France）。

## 历史
1965年，胡里奥·努姆豪赛尔兄弟二人和爱德华多·卡拉斯科成立了民谣三人组，当时的组合名字就是“三个大胡子”（Quila-Payún，这是智利南部原住民马普切人的语言，音译‘基拉·帕云’）。